# Ilmari Kalkkinen
Ensi Ilmari Kalkkinen, född 12 november 1892 i Tammerfors, död 26 mars 1982 i Helsingfors, var en finländsk företagsledare.
Kalkkinen blev student 1911 och avlade forstmästarexamen 1915. Han var forstkonduktör 1915–1918, länsskogsinspektör i Åbo och Björneborgs län och i Ålands län 1918–1929, forstmästare vid Sydväst-Finlands skogsvårdsnämnd 1929–1933, verkställande direktör i Oy Metsäliitto 1933–1948, i Andelslaget Metsäliitto 1948–1959 och i Oy Metsänomistajain Metsäkeskus 1946–1947.
Kalkkinen var avdelningschef vid folkförsörjningsministeriet 1939–1940. Han var ordförande i Centralskogssällskapet Tapios förvaltningsråd från 1960 och i direktionen för Metsäliiton Selluloosa 1952–1959. Han var ordförande i   Finska operans direktion 1949–1955 och därefter direktionsmedlem. Han blev hedersdirigent i manskören Laulun Ystävät 1935 och tilldelades forstråds titel 1943.

## Utmärkelser
- Kommendörstecknet av Finlands Vita Ros’ orden[1]
- Frihetskrigets minnesmedalj[1]
- Kommendörstecknet av Finlands Lejons orden[1]
- Förbundsrepubliken Tysklands förtjänstorden - stora kommendörskorset[1]

[Redigera Wikidata]